# Monachil
Monachil er en by og kommune i det sydøstlige Spanien i provinsen Granada. Den har et indbyggertal på 8.608 (2024) indbyggere.